# Boolathana
Boolathana is een geslacht van spinnen uit de  familie van de Trochanteriidae.

## Soorten
- Boolathana mainae Platnick, 2002
- Boolathana spiralis Platnick, 2002